# Rasmus Pedersen
Rasmus Lund Pedersen (ur. 9 lipca 1998 w Odense) – duński kolarz torowy i szosowy, srebrny medalista olimpijski w wyścigu drużynowym na dochodzenie (2020) oraz wielokrotny medalista torowych mistrzostw świata i Europy.

## Kariera
Pierwsze sukcesy w karierze osiągnął w 2015 roku, kiedy zdobył srebrny medal w drużynowym wyścigu na dochodzenie podczas torowych mistrzostw Europy juniorów i brązowy w wyścigu ze startu wspólnego juniorów na szosowych mistrzostwach świata w Richmond. Na rozgrywanych cztery lata później mistrzostwach świata w Pruszkowie Duńczycy z Pedersenem w składzie zdobyli brązowy medal w drużynowym wyścigu na dochodzenie. W tej samej konkurencji zdobywał następnie złoto na mistrzostwach Europy w Apeldoorn (2019), mistrzostwach świata w Berlinie (2020) i mistrzostwach Europy w Grenchen (2021), srebro na mistrzostwach Europy w Monachium i brąz na mistrzostwach świata w Yvelines (2022).
Brał też udział w igrzyskach olimpijskich w Tokio, gdzie Duńczycy w składzie: Lasse Norman Hansen, Niklas Larsen, Frederik Madsen i Rasmus Pedersen zdobyli srebrny medal w drużynowym wyścigu na dochodzenie.